# NGC 5910-2
NGC 5910-2 is een elliptisch sterrenstelsel in het sterrenbeeld Slang. Het hemelobject werd op 13 april 1785 ontdekt door de Duits-Britse astronoom William Herschel.

## Synoniemen
- MCG 4-36-35
- NPM1G +21.0426
- VV 139
- HCG 74B
- PGC 54688